# Mansfield Park (película)
Mansfield Park es una película de 1999 basada en la novela de Jane Austen con el mismo nombre, escrita y dirigida por Patricia Rozema. La película difiere de la novela en varios aspectos. La mayor parte de la película fue hecha en Kirby Hall, Northanmptonshire.

## Reparto
| Actor             | Personaje          |
| ----------------- | ------------------ |
| Frances O'Connor  | Fanny Price        |
| Harold Pinter     | Sir Thomas Bertram |
| James Purefoy     | Tom Bertram        |
| Jonny Lee Miller  | Edmund Bertram     |
| Victoria Hamilton | Maria Bertram      |
| Justine Waddell   | Julia Bertram      |
| Embeth Davidtz    | Mary Crawford      |
| Alessandro Nivola | Henry Crawford     |
| Hugh Bonneville   | Sr. Rushworth      |
| Sophia Myles      | Susan Price        |
| Hilton McRae      | Sr. Price          |
| Anna Popplewell   | Betsey             |